# 李约瑟研究所
李约瑟研究所（英語：Needham Research Institute）是一个位于英国剑桥大学的研究所。

## 历史
1968年8月由东亚科学史信托成立，1983年6月改为现在名字。
该研究所脱胎于李约瑟的研究，他曾经在剑桥大学冈维尔与凯斯学院攻读硕士学位直至1976年退休。在几轮调整后最终于1991年在剑桥大学罗宾逊学院落成，该建筑设计受中式建築影响，被其建築師稱為「東盎格利亞中式」風格。

## 历任所长
- 李约瑟 1983-1990
- 何丙郁 1990年2月[4]-2001年
- 古克礼 2003年10月[5]-2013年12月[6]
- 梅建军 2014年1月-